# 栄養学
栄養学（えいようがく、英語: nutrition science）とは、食事や食品、その成分である栄養素がどのように生物の中で利用されたり影響しているかを研究する、栄養に関する学問である。

## 概要
日本における栄養学の草創期である1910年代には、食品に含まれる栄養成分の分析や、どんな食品を、いつ、どのくらい食べればいいのか研究されていた。その結果、白米の栄養素は乏しいと判明し、玄米を食すべきか、これを部分的に精米した分搗き米や胚芽米を食すべきかといった主食論争が交わされた。1980年頃から食事と生活習慣病の関連性が明らかになり、食生活指針が作成され疫学研究が盛んになった。また1980年代以降、食品成分の健康に対する作用が解明され、健康食品が広く認識されていった。
炭水化物・たんぱく質・脂質が三大栄養素と呼ばれる。これにビタミン・ミネラルを加えると五大栄養素と呼ばれる。炭水化物が減少し、脂質が増えるという比率の変化は、食の西洋化（欧米化）と呼ばれ、健康への影響が調査されてきた（厳密には脂肪の種類が重要）。これにより、1980年代には日本型食生活が提唱された。かつて沖縄県は、世界に名だたる長寿地域であり食事との関連なども調査されてきた。しかし、全国に先駆けた食事の西欧化により長寿が危機に瀕しており、このような傾向を日本の他地域も後追いするといわれている。
古くは米の精白が奨励されていたが、21世紀近くには問題があるとされた。また、動物性食品の摂取も古くは奨励されていたが、後に大きな問題の源となった。過去に食物繊維は栄養素の利用効率を下げると考えられ、穀物の精白が推奨されたが、白米などの精白による栄養損失が問題となった。日本における栄養学の創始者である佐伯矩は七分搗き米を、女子栄養大学創設者の香川綾は胚芽米を推奨し21世紀でも重視されている。1970年代には食物繊維の重要性が知られ、1990年代に目標摂取量が策定されているが、穀物からの摂取量減少が目標の達成を阻んでいる。欧米の食生活指針は全粒穀物を推奨した。砂糖をエネルギー比10%未満にするという2003年の世界保健機関(WHO)の勧告は、2014年に5%未満とする草案となった。1957年、国際連合食糧農業機関(FAO)によって提示された国際的なタンパク質の品質評価基準であるプロテインスコアでは、鶏卵の100点を頂点とし、木綿豆腐は67点だった。1973年にアミノ酸スコアとして改訂され、1985年の改定、1990年の確認を経て大豆も100点となり、穀物と豆の組み合わせによって良質なタンパク質となることが確認された。脂肪は必須でないと考えられた時代から1980年前後には必須脂肪酸が特定され、特にω-3脂肪酸は亜麻仁や魚に多く、大豆や菜種油に比較的多く含まれる。1977年のアメリカの食事目標でも動物性脂肪削減は主な焦点となり、2003年にはトランス脂肪酸による心血管系リスク増加の防止をWHOが勧告した。

## 日本における栄養学の歴史
1871年（明治4年）、ドイツの軍医であるテオドール・ホフマンによって栄養についての知識が日本に伝えられた。しかし、当時は医学のなかの一分野にすぎず、一つの学問として体系化されたものではなかった。

### 栄養学の創設

「栄養学の父」と呼ばれる佐伯矩の像

佐伯矩は、栄養学を学問として独立させたため「栄養学の創始者」といわれる。佐伯は京都帝国大学で医学を学んでいた頃から「米と塩を以って生活できるか否かについての研究」を著すなど、栄養に関心を持っていた。その後、内務省伝染病研究所に入り、北里柴三郎の下で細菌学を研究した。ここでの研究により1904年（明治37年）、大根に含まれる消化酵素を発見したことは成果の一つとなっている。1905年（明治38年）には、北里らの推薦で特別研究員としてアメリカのイェール大学に招聘される。1911年（明治44年）ごろ、またヨーロッパを遊学した。
1914年（大正3年）、佐伯によって営養（栄養）研究所が創設され、医師10名、高等師範1名に栄養に関する講義が行われた。1918年（大正7年）当時、教科書や政府の刊行物では「営養」と表記していたものを「栄養」に統一するよう文部省に建言した。栄えるという字には健康を増進するという意味がある。また、完全食や偏食といった言葉も作り出している。1920年（大正9年）には内務省に栄養研究所（現在の国立健康・栄養研究所）が設立され、佐伯は初代所長となる。1924年（大正13年）、佐伯は私費を投じて栄養学校を設立。翌年入学した第一期生は1年間の学業を修め、佐伯によって付けられた「栄養士」という呼称で世に出た。1934年（昭和9年）日本医学会の分科会として、栄養学会が正式に独立を認められた。
佐伯は海外でも精力的に講義を行い、その業績によって1937年（昭和12年）には、国際連盟主催の国際衛生会議において、参加各国が国家事業として栄養研究所を設立し、栄養士の育成を行い、分搗きの米を用いることの決議がなされた。ビタミンの国際単位も佐伯による国連への提案である。

### 栄養士と養成施設
1924年（大正13年）、佐伯の栄養学校（現在の佐伯栄養専門学校）ができる。1933年（昭和8年）、香川綾の家庭食養研究会ができ、1939年（昭和14年）に女子栄養学園となる。1939年（昭和14年）、陸軍の糧友会が食糧学校を設立した。1947年（昭和22年）に栄養士法ができ、上記の栄養学校、食糧学校、女子栄養学園で栄養学を学んだものに与えられていた栄養士という称号が公的なものとなった。1962年、管理栄養士が制度となる。

### 主食論争
明治時代から食養会の関係者は玄米を奨めていた。当時の栄養学では、玄米に多く含まれる食物繊維は未消化で排泄されるので栄養吸収の効率が悪いと考えられていたが、真っ白に精白した米は栄養素が少なすぎるという問題があり、当時多発したビタミンB1不足による脚気の予防のためにも、その中間を提唱していた。
1918年（大正7年）、佐伯は新聞社を16社呼び、胚芽米をすすめ、米のとぎ洗いも問題だと伝えた。しかし、精米技術が追い付かず、胚芽米の推奨はやめてどちらかというと胚芽米を嫌っているようでもあった。1921年（大正10年）、玄米をすすめてきた医師の二木謙三が玄米をすすめる内容の著書を発行している。1922年（大正11年）、佐伯は七分搗き米をすすめる。1927年から陸軍の糧友会は胚芽米を普及させようとしていった。理由は、白米はビタミンBが少ないという栄養上の問題があり体力を奪い大和民族の発展を阻止するが、胚芽米は栄養があり味もよく消化がいいということである。1928年、香川綾も胚芽米をすすめた。同1928年（昭和3年）ごろ、陸軍は脚気予防のために胚芽米に精米できる精米機が登場したため、胚芽米を採用した。正確に七分搗き米に精米できる精米機はまだなかった。佐伯は、七分搗き米を普及するべく「標準米」として提唱している。東京市は胚芽米の普及をすすめ、栄養研究所や栄養士と対立する。
1938年（昭和13年）、農相によって胚芽米でなく七分搗き米を奨励すべきだという発言が報道されたのに対し、糧友会は『胚芽米普及の真意義に就て』を書き、栄養がある七分搗き米を食べている人にまですすめるわけではないと弁明している。
1939年、農務省から米穀搗精等制限令が出て、胚芽を含んだ七分搗き米が奨励された。1941年（昭和16年）、玄米の普及の請願も出ていたが、厚生省、文部省、農林省の大臣が答弁し米は七分搗きが適当であり玄米は最適ではないとした。1942年（昭和17年）以降、大政翼賛会では国民を玄米に復帰させるとして議題となり、時の首相であった東條英機が玄米を常食していることも伝わり世論は玄米に傾いた。伝染病研究所の研究者らは玄米食について研究し、12月の「医界週報」での報告では、炊飯に要する燃料は増加したが、玄米食によって小食になったうえ下痢も減り仕事の耐久力が上がり、医療費は1/17に減ったと伝えたので、栄養学者も認めざるをえなくなった。1943年（昭和18年）、当初は反対していた厚生大臣も首相に従い玄米をすすめた。
1975年（昭和50年）、謎の神経炎が発生する。1976年、翌年、謎の神経炎がビタミンB1欠乏症である脚気だと分かる。砂糖の多い清涼飲料水やインスタントラーメンといった、ビタミンの少ないジャンクフードばかりを食べるような食事によってビタミンが欠乏したことが分かった。香川綾が再び胚芽米の普及にのりだす。

### 戦後
終戦直後の食糧難は深刻を極め、大量の餓死者が発生する事態となっていた。そのようななか、1946年（昭和21年）からララ物資として、小麦粉（メリケン粉）や砂糖、脱脂粉乳や缶詰めといった救援物資が送られ、1947年（昭和22年）からはガリオア資金・エロア資金の援助で小麦粉などの食糧が大量に輸入された。1954年（昭和29年）には学校給食法ができる。同年、余剰農産物処理法によってアメリカの農産物による食糧援助が始まる。そして、1952年（昭和27年）に施行されていた栄養改善法により厚生省が栄養改善運動をはじめ、米偏重の是正が叫ばれ、欧米風の食事スタイルが普及。米の消費量は年々減少していく。
1955年（昭和30年）に日本食生活協会が設立され、アメリカから資金援助を受け、キッチンカー（栄養指導車）を走らせ、栄養士が洋食や中華料理の普及活動をおこなった。学校給食はパンと脱脂粉乳が中心となり、フライパン運動や、栄養三色運動によって、米を主食とし魚と野菜を組み合わせた日本の伝統的食生活に代わり、小麦を使った食品や畜産食品などのおかずの多い欧米風の食事スタイルが急速に普及していった。戦争で食糧難になる前の1930年代の1日1人あたりの消費量は、米は350グラム以上、小麦は50グラム以下であったが、1950年（昭和25年）には小麦は75グラム以上に増え以降80グラム前後で推移し、米は2010年（平成22年）には150グラム強に減っている。

### 食育への流れ
しかし、日本の伝統的食生活は、フランスの農学者、ジョセフ・クラッツマンをして、タンパク質・脂質・炭水化物のカロリー比率が理想的と言わしめたものである。アメリカ化された食生活はアメリカ自身も困っていた、キース博士の研究の発端となった食生活をそのまま取り入れてしまったものである。
このため方針の転換がなされ、1983年（昭和58年）には農林水産省から、「私達の望ましい食生活-日本型食生活のあり方を求めて」により、米や野菜を中心として動物性脂肪や砂糖や塩分のとりすぎを避けるという日本型食生活が提案された。1985年（昭和60年）には、それまで欧米風の食生活の普及を推し進めていた厚生省も、「健康づくりのための食生活指針」を策定する。
1993年（平成5年）、厚生省によって食生活の教育が重要であるという提起として『食育時代の食を考える』が出版された。冒頭は、厚生大臣であった小泉純一郎が厚生省としては食が一番大事じゃないかと述べていた、というところからはじまる。2000年（平成12年）厚生省、農林水産省、文部省が「食生活指針」を策定する。厚生省による「健康日本21」（21世紀における国民健康づくり運動）もはじまる。2005年（平成17年） 食育基本法が施行される。
厚生労働省と農林水産省が食品を単位としたイラストの食事指針である「食事バランスガイド」を策定する。

### 西洋化の影響
日本の食生活は1950年から1975年の間、劇的に変化した。食の西洋化により食品の消費量は牛乳15倍、肉や卵は7.5倍、脂肪は6倍となり、一方で米の消費量は0.7倍に減少した。この西洋化は、若い世代、金銭に余裕がある人々、農家でなく、都市に居住している人々に顕著な傾向である。日本における栄養摂取の傾向は、1945年には炭水化物の比率は約80%を占め脂質は10%に満たなかったが、2000年には炭水化物が60%へと減り、脂質は25%へと増加している。
沖縄県は2000年代初頭、世界に名だたる長寿地域であったが、2010年代には65歳以下の若い世代の男女の死亡が増加し、NHKは「長寿崩壊の危機」として特集した。沖縄はアメリカの占領に伴い、全国に先駆けて食事が西洋化した。若い世代ほど脂肪の摂取比率が全国平均より多く、肥満者も増加し、心筋梗塞や脳梗塞など生活習慣病の増加が65歳以下の死亡を早めていった。このような傾向を他の地域も後追いするといわれる。
2010年前後には、老化のプロセスや生活習慣病発症の原因は酸化ストレスだけでなく、糖化ストレスにもあると考えられるようになった。脂肪とタンパク質の多い動物性食品を加熱することによって終末糖化産物（AGE）の多い食品となるが、西洋食による健康への悪影響の新たな説をもたらしている。低温・短時間の調理でAGEは減少し、酢やレモンをかけることでも低減する。野菜、果物、全粒穀物、牛乳といった食品にはAGEは比較的少ない。適した調理法による料理は、地中海、アジアほかの地域の料理として紹介されている。

## 国際的な歴史
- 1970年代後半から食事と生活習慣病が大きく関係しているとアメリカで報告され、食生活指針の策定が行われるようになり、食事と疾患に関する栄養疫学が活発に行われるようになる。
- 1995年、WHOとFAOの会議で食物ベースの食生活指針の作成が求められた。

### 生活習慣病と疫学研究
1977年、「米国の食事目標」が報告される。報告書にはハーバード大学公衆衛生大学院の栄養学の教授であるマーク・ヘグステッドも関わった。この報告により、肥満・心臓疾患などの生活習慣病と食事の関連が明らかとなり、食生活指針の策定に繋がった。この時点では科学的根拠に乏しい結論もあったため、疫学研究が盛んに行われるようになる（このようなコホート研究は短くても数年、長ければ十年以上の研究期間を要するので早急には結果が出ない）。1980年には米国農務省（USDA）と米国保健福祉省（HHS）によって、生活習慣病予防を目的とした「アメリカ人のための食生活指針」が発表され、以降5年ごとに改訂されている。
ハーバード大学公衆衛生大学院による、女性看護師の疫学研究（NHS）、男性医療従事者の疫学研究（HPFS）といった大規模なコホート研究が行われるようになる。この研究はウォルター・ウィレットが主導した。
1982年、アメリカ国立癌研究所が全米科学アカデミーの下位組織のNRCに食事とがんに関する科学的な分析を依頼し、その報告として「食生活、栄養とがん」がまとめられ、1977年の報告を支持した。1983年から1990年にかけて「中国プロジェクト」が行われ、アメリカ国立癌研究所とアメリカがん研究協会も資金提供を行い、米国コーネル大学、英国オックスフォード大学、中国のがん研究機関をはじめ複数の国の研究機関が関与した。マーク・ヘグステッドは、アメリカでは食事の内容が均質的なのでこのような重要な研究はできないと評した。このプロジェクトは、中国では乳製品をまったく摂取しないにもかかわらず骨粗鬆症の発症が非常に珍しく、また中国では植物から鉄分が摂取されており、鉄欠乏性貧血は肉の摂取とは関係ないことを示した。中国プロジェクトを指揮したコリン・キャンベルはこの研究結果を受けて、最も安全な食事は完全菜食であると述べ、自身も完全菜食となり、5人の子供を完全菜食で育てた。
キャンベルはコーネル大学で栄養学を教え、菜食主義の栄養学も教えているが、1980年代以降、菜食に関する科学的な研究の成果が蓄積されているにもかかわらず、肉と乳製品の摂取が必要だという視点を変えようとしない、今では科学的な研究の結果があるのに、自分が教育を受けた時代の常識を信じ込んでしまっていると指摘している。なお、菜食の議論については、菜食主義の記事を参照されたい。
1989年、NRCが『食事と健康-成人病予防のための食事と健康の科学』をまとめた。1990年には日本でも、厚生労働省によって数万人以上を対象とした多目的コホート研究（JPHC Study）が開始された。

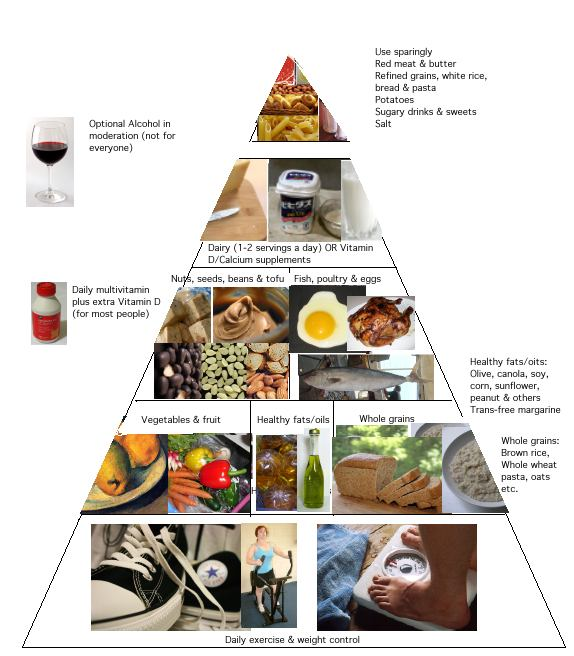
健康な食事ピラミッド（healthy eating pyramid） ハーバード大学

2003年、世界保健機関（WHO）と国連食糧農業機関（FAO）は「食事、栄養と生活習慣病の予防 」を公開した。ハムなどの保存肉とがんのリスクとの強い関連、動物性脂肪に多い飽和脂肪酸が2型糖尿病と心臓疾患の発症リスクを高めると報告されている。2003年、アメリカとカナダの栄養士会は合同で、専門家が質の高い256の論文から結論し、牛乳や卵も摂取しない完全な菜食においても栄養が摂取でき、また菜食者はがん、糖尿病、肥満、高血圧、心臓病といった主要な死因に関わるような生活習慣病のリスクが減り、さらに認知症のリスクも減ると報告している。6つの前向きなコホート研究をメタアナリシスし、20年以上の菜食者は平均余命が3.6年長いと報告された。
2004年、NHSとHPFSで赤肉からの鉄分の摂取が2型糖尿病との相関関係を示したという大規模な統計結果が報告された。
ウォルター・ウィレットは、大規模な前向きコホート研究でも乳製品をたくさん摂取すれば骨折のリスクが減るという結果はなく、逆に男性では前立腺がん、女性では卵巣がんのリスクが高まると述べているなど、アメリカ、イギリス、スウェーデンでの7つの前向きコホート研究で、カルシウム摂取量が増加しても骨折率が低下していない。これらの理由のため、カルシウムは様々な摂取源から摂取すること、骨折を予防するためには他の有効性が確認された手段である運動やホルモン療法、ビタミンDやビタミンKの摂取を紹介し、もしカルシウムを多く摂取したいならサプリメントを利用すべきだとしている。
ヘルシーフードピラミッド
ウィレットは、米国農務省が作成した「アメリカ人のための食生活指針」は産業の影響が強いため、そのような影響がない食事ガイドラインを作成すべきだとして。NHS、数百の疫学研究を反映した「健康な食事ピラミッド」を作成している。健康に悪影響を及ぼす、精白された穀物や赤肉、砂糖をなるべく控えることが分かりやすく示された指針である。
2010年版「アメリカ人のための食生活指針2010年版」が発表される。これは数百の疫学研究をもとに科学的根拠の強弱の概念を採用している。

### 肥満抑制のためのジャンクフードの対策
2011年の世界保健機関の報告では脂肪からのエネルギー摂取量や砂糖の摂取量を制限することや、野菜と果物だけでなく、全粒穀物や豆類、ナッツの摂取量を増やすことが推奨される。2011年4月28日、食品医薬品局（FDA）、疾病対策センター（CDC）、アメリカ農務省（USDA）、連邦取引委員会（FTC）の4機関は、肥満増加の対策として子供に販売する飲食品の指針として、
加工食品1食品あたりの上限を、飽和脂肪酸1グラム、トランス脂肪酸を0グラム、砂糖を13グラム、ナトリウム を210mgとした。
2011年5月18日、550超の団体がマクドナルドに対し、子供を対象とした飲食品に高カロリー、高脂肪、多い砂糖、高塩分のジャンクフードの販売中止、おまけをつけないことや、ロナルド・マクドナルドの引退を要請した。
フランス、デンマーク、ハンガリーでは、肥満の防止と税収を目的として肥満税が施行されている。

## 栄養素

### 三大栄養素

#### 炭水化物（糖質）
1グラムにつき4キロカロリーのエネルギーがある。炭水化物は糖質とも言われ、単糖類、多糖類に分けられる。炭水化物はもっとも多く必要とされる栄養素で、日本の食生活指針では炭水化物が多く含まれる食品を主食とする。
砂糖には炭水化物以外の栄養素が殆ど含まれていないため、あまり多く摂取しないほうが良いとされている。また砂糖の主成分である蔗糖は糖類の中で、う蝕（虫歯）のリスクを最も高めるものである。WHO/FAOにおいてもう蝕との関連が指摘され、さらに砂糖を多く含む食品による肥満への影響も指摘された。砂糖の摂取量は全エネルギーの10%未満にすべきだと報告している。2014年には、これまでの砂糖の目標に加え、砂糖を5%以下にするという案を公開している。砂糖では、2000キロカロリーの10%は50グラム、5%は25グラムである。
果物に含まれる果糖は中性脂肪を増やす効果が高いので、生活習慣病において摂取制限の指導をされる場合がある。オリゴ糖などの腸内で分解されやすい糖類はプレバイオティクスとして知られ、有用な腸内細菌を増やす作用がある。

#### 脂質
1グラムにつき9キロカロリーのエネルギーがある。脂質は主に、飽和脂肪酸と不飽和脂肪酸に分けられる。さらに、不飽和脂肪酸は、一価不飽和脂肪酸と多価不飽和脂肪酸に分けられる。一価不飽和脂肪酸はω-9（）脂肪酸である。多価不飽和脂肪はさらにω-6脂肪酸、ω-3脂肪酸に分けられる。
つまり、下記のように大別される。
1. 飽和脂肪酸
2. 一価不飽和脂肪酸のω-9脂肪酸 オレイン酸など
3. 多価不飽和脂肪酸のω-6脂肪酸 リノール酸など
4. 多価不飽和脂肪酸のω-3脂肪酸 DHA、EPA、α-リノレン酸など

リノール酸とα-リノレン酸が必須脂肪酸である。
優れたエネルギー源だが必要不可欠ではないと考えられていたが、1930年代から1960年代にかけての研究により、1980年前後の必須脂肪酸の特定に繋がった。
飽和脂肪酸は畜産動物の脂肪に多く、1980年頃から生活習慣病に関わると指摘され、1990年頃には科学的にもはっきりしてきたため動物性脂肪を控えるべきとの食生活指導が増え、食生活指針が作成された。欧米ではω-3脂肪酸が不足がちであることから積極的に摂取するべきものと認識され、日本では「日本人の食事摂取基準2005年版」から推奨目標量が追加された。
ω-3脂肪酸は亜麻仁や魚に豊富に含まれ、大豆や菜種油には比較的ほかの食品より多く含まれる。脂質は、食品としては肉、魚、豆、ナッツ、種子に多く含まれ、これらは同時にタンパク質を多く含む食品である。
ISSFAL(International Society for the Study of Fatty Acids and Lipids)が国際的な脂質の摂取基準と摂取のバランスを公表している。2004年、ISSFALの不飽和脂肪酸の1日あたりの摂取量の勧告では、リノール酸の適正な摂取量は全カロリーに対する2%、α-リノレン酸の健康的な摂取量は0.7%とされ、冠動脈を健康に保つためにEPAとDHAを合計で最低500mgすすめている。同じような報告は日本にもあり、必要量はリノール酸は2.4%、α-リノレン酸は0.5～1.0%であり、DHAとEPAは必要量は決められないが0.5%をすすめISSFALの報告より少し多い。必要とされる必須脂肪はこのように全カロリーの3～4%程度と非常に少ない。
不飽和脂肪酸が変形したトランス脂肪酸によって心臓疾患のリスクが高まることも分かり、2003年のWHO/FAOの報告では、トランス脂肪酸は心臓疾患のリスクを増加させるとされ、摂取量は全カロリーの1%未満を推奨している。
2003年の世界保健機関による生活習慣病予防に関する報告書では、1日のコレステロールの摂取目標を300mg未満としている。この動向は変化しており、2015年のアメリカの食生活指針では撤廃された。脂質を参照。

#### タンパク質
1グラムにつき4キロカロリーのエネルギーがある。タンパク質は基本的に20種類のアミノ酸で構成され、そのうち8種類が必須アミノ酸である。タンパク質を多く含み、アミノ酸スコアが優れているのは、肉、魚、豆となる。また、穀物もタンパク質の主要な摂取源となる。
1955年に、FAOの会議でタンパク質の品質の評価基準であるプロテインスコアが決定されたが、動物性食品のスコアが高い一方、豆の評価は低かった。しかし、1973年に研究の進展に伴ってWHOとFAOの会議でタンパク質の品質の評価基準であるアミノ酸スコアが決定されると、豆のスコアも高くなった。1985年にアミノ酸スコアを求める基準が変更されると豆は動物性食品と同じようにスコアが高いものとなった。1989年の会議では、1985年の必要量のパターンが最も妥当であると再確認され、国際基準として推奨された。また動物性食品を減らすという国際的な動きや、多くの国における穀物と豆という組み合わせは良質なタンパク質になるという報告がなされた。2002年、WHOは骨粗鬆症の発症に関して、動物性たんぱく質による酸性の負荷がカルシウム必要量を変動させる主な要因ではないかと報告している。2007年にWHOは、タンパク質中の含硫アミノ酸、メチオニン、システインの酸がカルシウムを流出させるため骨の健康に影響を与え、またカリウムを含む野菜や果物によるアルカリ化の効果が少ない時にカルシウムを損失させるため骨密度が低下すると報告した。
2007年の世界がん研究基金とアメリカがん研究協会による、7000以上の研究を根拠としたがん予防法では、公衆の目標として赤肉（牛・豚・羊）の摂取量を調理前の重量で1週間あたり300g以下にすべきだと勧告している。この予防法ではハム、ベーコン、サラミ、燻製肉といった加工肉を避けるようにと勧告し、赤肉よりも鳥や魚を推奨した。植物性食品としては豆を勧めている。
以上の三つの栄養素はバランスが重要視されている。これはPFCバランスと呼ばれ、タンパク質のProtein、脂質のFat、炭水化物のCarbohydrateの頭文字をとっている。PFCバランスはカロリーにおける比率をあらわしている。一般的に炭水化物の比率は60%前後とされる。脂質の比率が25～30%を超えると生活習慣病が増えるといわれ、食生活指針での指導の一項目となる。タンパク質が過剰な食事は、タンパク質由来の過剰な酸を中和するために骨を使用することになるので、長期的にこのような食事を続ければ骨が弱くなる可能性がある。PFCバランスは比率上の推奨であって、前述の世界保健機関による勧告のように食品としては未精製の食品、栄養素としては飽和脂肪酸やトランス脂肪酸の低減が推奨される。
世界がん研究基金のがん予防法では、毎日同じぐらいの重さで食事をしているので、砂糖や油の多い食品は摂取カロリーが高くなることにつながり、肥満になればがんになるリスクを上げるとしている。

### 五大栄養素(六大栄養素)

#### ミネラル
人体に微量に必要な無機化合物の鉱物である。
- 主要ミネラル - カルシウム、カリウム、マグネシウム、ナトリウム、リン、塩素、硫黄
- 微量ミネラル - 鉄分、亜鉛、銅、クロム、モリブデン、ヨウ素、マンガン、コバルト、セレン
- 必須想定ミネラル -リチウム（Li）・バナジウム（V）・ホウ素 (B)・ニッケル（Ni）・ゲルマニウム（Ge）・ケイ素 (Si) ・臭素（Br）
- 有害ミネラル -ベリリウム（Be）、ヒ素（As）、金（Au）、銀（Ag）、白金（Pt）、ウラン（U）、プルトニウム（Pu）、ポロニウム（Po）、鉛（Pb）、アルミニウム（Al）、水銀（Hg）、カドミウム（Cd）

#### ビタミン・カロテン
微量ではあるが生理作用を円滑に行うために必須な有機化合物の総称で、炭水化物・タンパク質・脂質以外のもの。1910年、鈴木梅太郎によってはじめて抽出された。
- 脂溶性ビタミン
  - ビタミンA - ベータ・カロテン
  - ビタミンD
  - ビタミンE
  - ビタミンK

脂溶性ビタミンは身体に蓄積されるものがあるので過剰摂取に注意が必要となる。
- 水溶性ビタミン
  - ビタミンB群 - ビタミンB1、B2、B6、B12、ナイアシン、パントテン酸、葉酸、ビオチン
  - ビタミンC

水溶性ビタミンはすぐに身体から排出されるため過剰摂取になりにくいものが多い。従って、むしろ積極的に摂取する必要がある。

### 他の成分
- フィトケミカル

1990年頃、必須栄養素ではないが健康を保つのに重要であることが分かった。特にがんとの関連が研究されている。
- 酵素

佐伯矩が発見した消化酵素のジアスターゼを含む大根は、1905年出版の夏目漱石の『吾輩は猫である』にも登場し、消化機能が広く知られ用いられるようになった。
- 発酵食品 - 乳酸菌、納豆菌、麹菌、清酒酵母

発酵食品を発酵させている菌類で、腸内細菌の状態と健康に関係している。1907年にはイリヤ・メチニコフが、乳酸菌を摂取すると腸内に産生される有害物質の排泄物が減ることを根拠に、ヨーグルトやケフィア、酢漬け、塩漬けを食べれば乳酸菌が摂取できて長寿になると主張した。
ビフィズス菌の含まれた製品は腸内の有益な菌を増やして有害な菌を減らし、腸内環境を改善する効果があると研究報告され、特定保健用食品として効能の表示が許可されているものも多い。
こうした有用な菌類の利用はプロバイオティクスと呼ばれ、研究されている。人体に有益な菌類は体内で酵素やビタミンを作り出す働きもある。人体に害のある腸内細菌は腸内で有害物質を産生し、がんや心臓病、アレルギーや認知症といった病気と関連する可能性が高いことが判明している。
- 水分

水はカロリーや添加物がなく、体に必要な水分を供給し、よく消費される紅茶（茶）やコーヒーはがんや結石のリスク低下と関連しているようである。問題のある飲料は、砂糖を多く含む清涼飲料水や酒である。
- 食物繊維

2003年のWHO/FAOの報告では、食物繊維の摂取源として野菜や果物と共に全粒穀物が挙げられており、2型糖尿病や肥満のリスクを減らすとされる。このように全粒穀物の健康に対する有益性が科学的に判明してきた結果、アメリカをはじめとして全粒穀物が国家的に作られた食生活指針において推奨されることが増えている。全粒穀物は血糖負荷（GI）が低く血糖値を急激に上げにくいという特徴がある。
かつて、食物繊維は役に立たず利用効率を下げると考えられたために穀物の精白が推奨されていたが、精白による栄養損失が問題となり、栄養学者は七分搗き米や胚芽米を推奨した。
佐伯矩は栄養学の草創期から「淘洗は精白にも優る米食人の禍根である」と、米を精白することと淘洗（とぎ洗い）するという処理は共に栄養を損失させるとしていた。これにより1937年の国連の会議では精白度の低い分搗米を用いる要望が採択されている。食物繊維の重要性を報告していたバーキットは、1975年にトロウェルと一緒に『精製炭水化物と病気-食物繊維の影響』を出版し、精白していない全粒穀物の重要性を訴え、以降も科学的研究によって追認・支持されていく。
ところが1970年前後、バーキット (Denis Burkitt) の報告によって、食物繊維が少ないと腸内疾患のリスクが高まるという説が広く知られるようになった。1980年には日本でも食物繊維の研究会が開かれ、有用な腸内細菌を増やすプレバイオティクス、また血清コレステロール低下作用、便秘改善など食物繊維による健康へのさまざまな関与が知られている。しかし1985年には、がんの予防効果に関しては穀物の繊維や豆に含まれるフィチン酸の作用ではないかという説が発表された。日本における食物繊維の摂取量は、穀物からの食物繊維の摂取量低下に伴って減少してきており、摂取目標量より低い。

## 栄養素と摂取基準
- 日本人の食事摂取基準

人がどういった栄養素をどのくらい必要とするかを示している。
- 日本食品標準成分表

どういった食品に、どのような栄養素が含まれているかを分析した結果をデータとしている。

## 食べる回数
西洋では1800年頃まで1日2食であった。日本では20世紀前半に、国立栄養研究所での栄養学的な研究により1日3回が適切とされた。それ以前の日本では1日2回の食事を朝餉と夕餉と呼んでいた。従って、多くの地域で1日3回の食事をするようになったのは近世のことである。現代の日本では、朝食、昼食、夕食の3回の食事をとる習慣が一般的である。

### 毎回食完全
佐伯矩は、ラットやヒトでの実験によって、1日の栄養摂取量を3等分にして、1日3食を食べることが良いと結論した。これを毎回食完全と呼び、食事の摂取として望ましいとされる。